# Hara (Tunis)

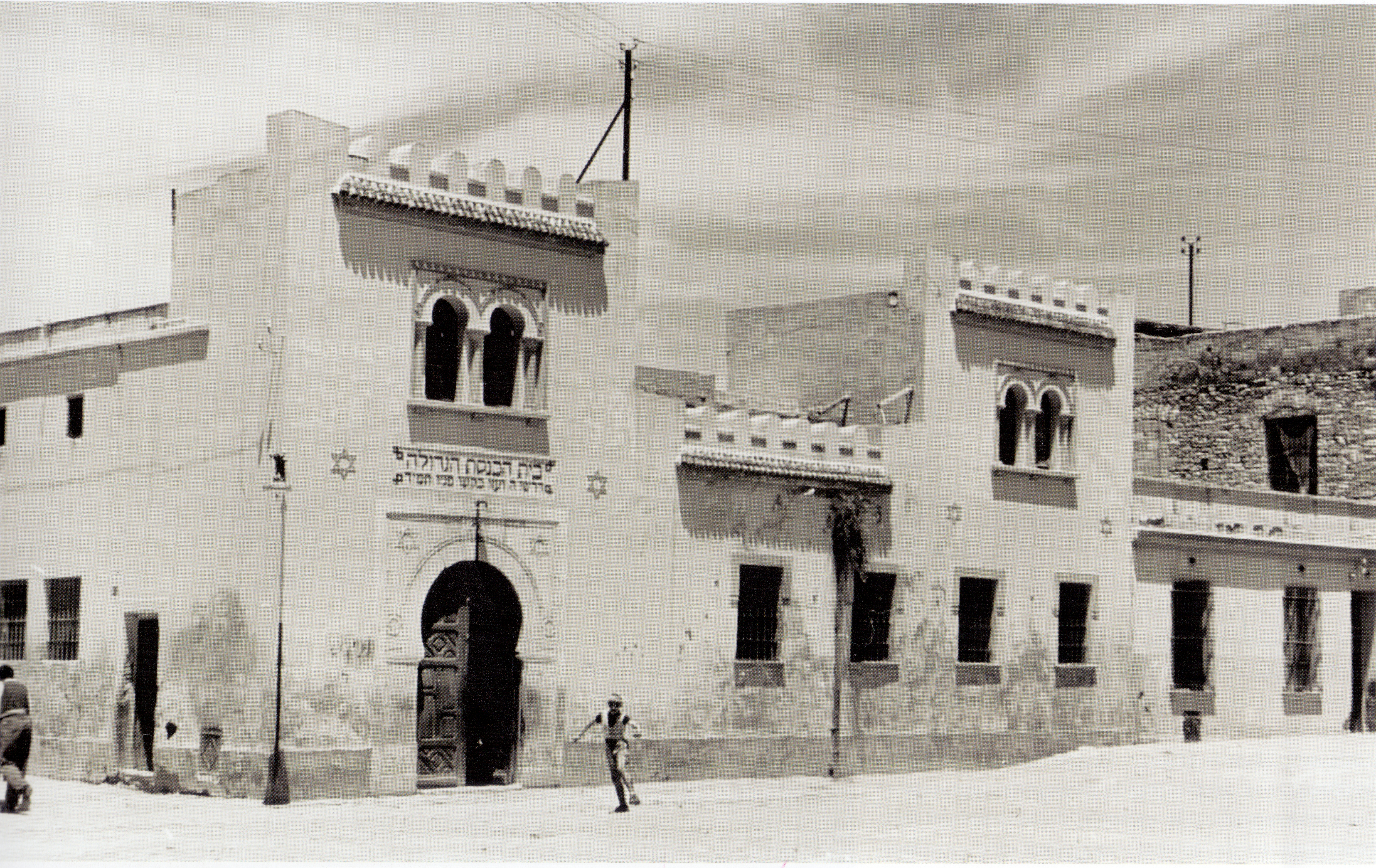
De Grote Synagoge in de Hara van Tunis, 1960.

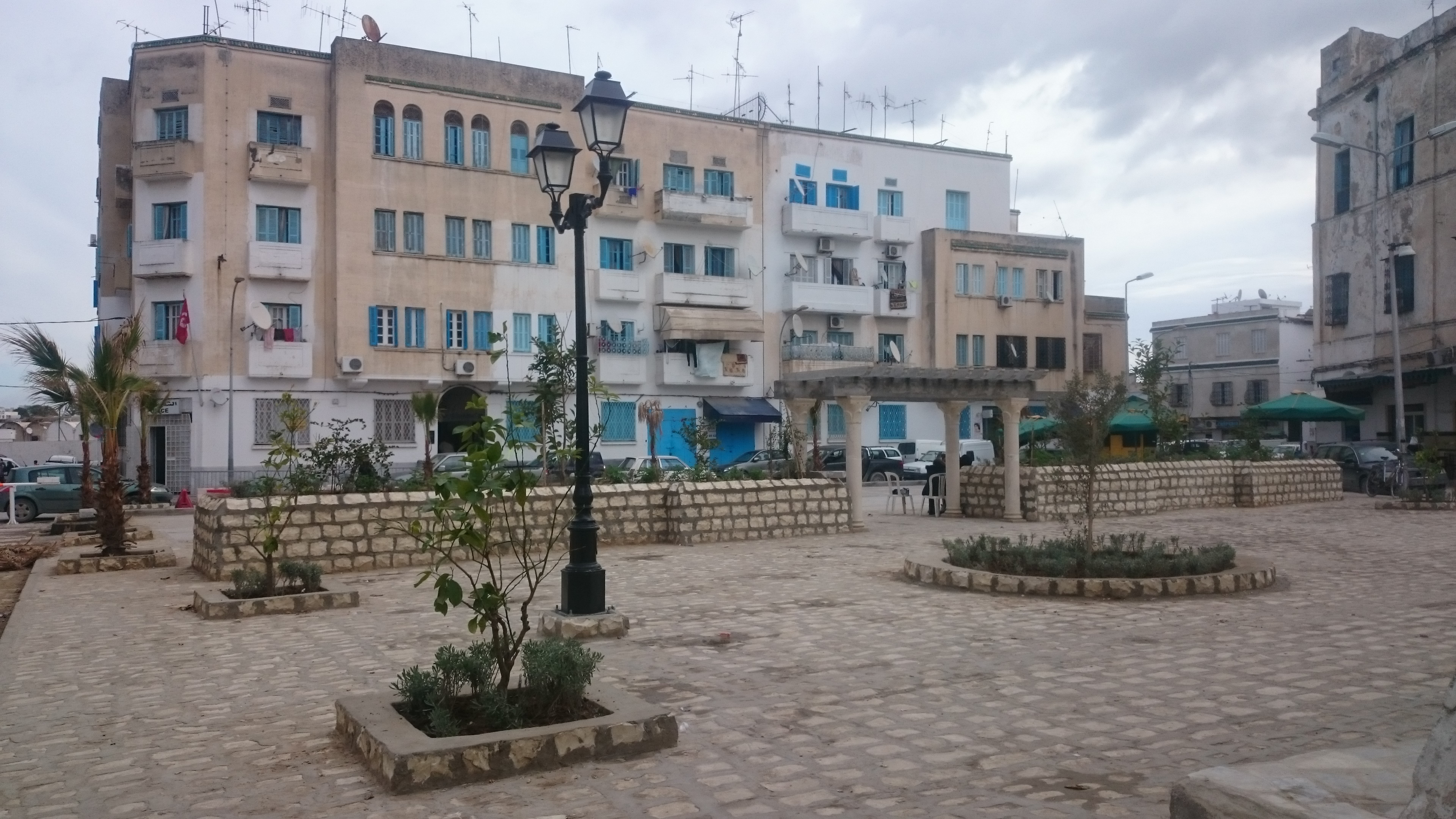
De Hara in de 21e eeuw, tegenwoordig Hafsia geheten.

Hara (Arabisch: الحارة) was de Joodse buurt in de medina van Tunis, Tunesië.

## Etymologie
De term ḥāra betekent in het Tunesisch-Arabisch 'buurt'. In het Tunesische dialect verwijst het uitsluitend naar Joodse buurten terwijl het woord in het Standaard Arabisch een algemene term voor 'buurt' is. De hara van Tunis onderscheidde zich van de meeste mellahs, omdat het geen muren had die het door Joden bevolkte gebied scheidde van de andere delen van de stad.

## Geschiedenis
De oorsprong van de Hara is niet duidelijk. Wel is bekend dat Joden tot de twaalfde eeuw geen recht hadden om in de medina van Tunis te overnachten. Ze moesten elke dag naar buiten, voordat de deuren sloten, en in de buitenwijken van de stad schuilen. Dit maakte hen kwetsbaar voor overvallen door plunderaars. Mogelijk als gevolg daarvan hebben zij de bei weten te overtuigen dat hij Joden zou toekomen, zodat zij zich - om zichzelf te kunnen beschermen - voortaan in de medina mochten vestigen.
Sidi Mahrez zou hierbij hebben bemiddeld. Hij was een islamitisch geleerde die de Joden in bescherming wilde nemen. De speciale wijk, de Hara, werd vervolgens nabij Mahrez' huis gesticht. In eerste instantie mochten er vier Joodse families komen wonen, maar gezien de grootte van de Joodse gemeenschap in Tunesië werden dat er al snel meer.
Tegenwoordig wordt de buurt Hafsia (حفصية) genoemd.